# Tercera posición
Tercera posición es un término paraguas utilizado por una gran variedad de movimientos políticos e ideológicos, en diferentes momentos históricos, que buscan evitar opciones bipolares, como capitalismo/socialismo, capitalismo/comunismo, individualismo/colectivismo, liberalismo/progresismo, Oriente/Occidente e izquierda/derecha. Algunos de los movimientos que han reclamado esa calificación han sido rotulados como fascistas, nacionalistas, tercermundistas, o antiimperialistas. Algunos de ellos promueven políticas de corte nacionalista, obrerista, anticolonial, antieurocéntricas, o de no alineación internacional.

## Historia
A comienzos del siglo XX, en Europa, una serie de movimientos políticos sostuvieron una postura política diferenciada del capitalismo y del comunismo. El fascismo italiano fue el primero en presentarse como una «tercera vía» o «tercera posición» caracterizada por eliminar el disenso en beneficio de un partido único, exaltando la idea de nación frente a la de individuo o clase. Posturas similares fueron adoptadas por movimientos políticos análogos, como el nacionalsocialismo alemán, la Falange Española, las JONS de Ramiro Ledesma, la Guardia de Hierro rumana, el rexismo belga, el socialismo prusiano, el nacionalbolchevismo (una síntesis del ultranacionalismo de extrema derecha y el bolchevismo de extrema izquierda) y el strasserismo (forma socialista de nazismo basada en los trabajadores, defendida por el "ala izquierda" del Partido Nazi por los hermanos Otto y Gregor Strasser, hasta que fue aplastada en la Noche de los Cuchillos Largos en 1934). 

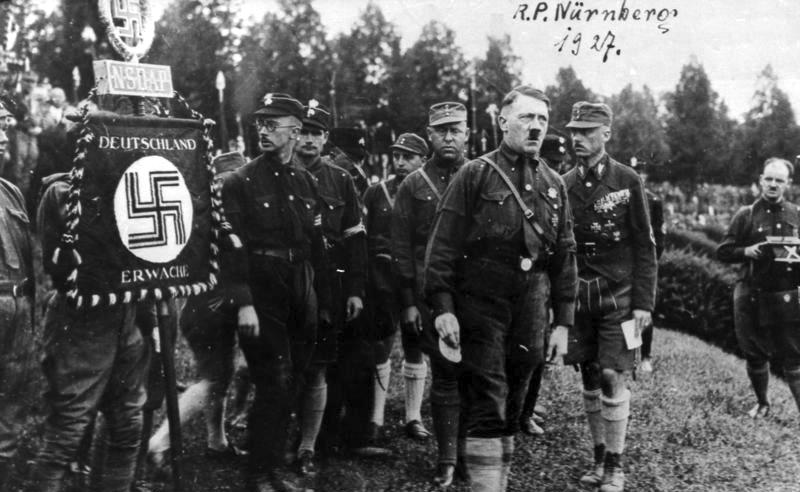
Heinrich Himmler, Rudolf Hess, Adolf Hitler y Strasser en una de las pocas fotografías en que aparecen juntos. 1927.

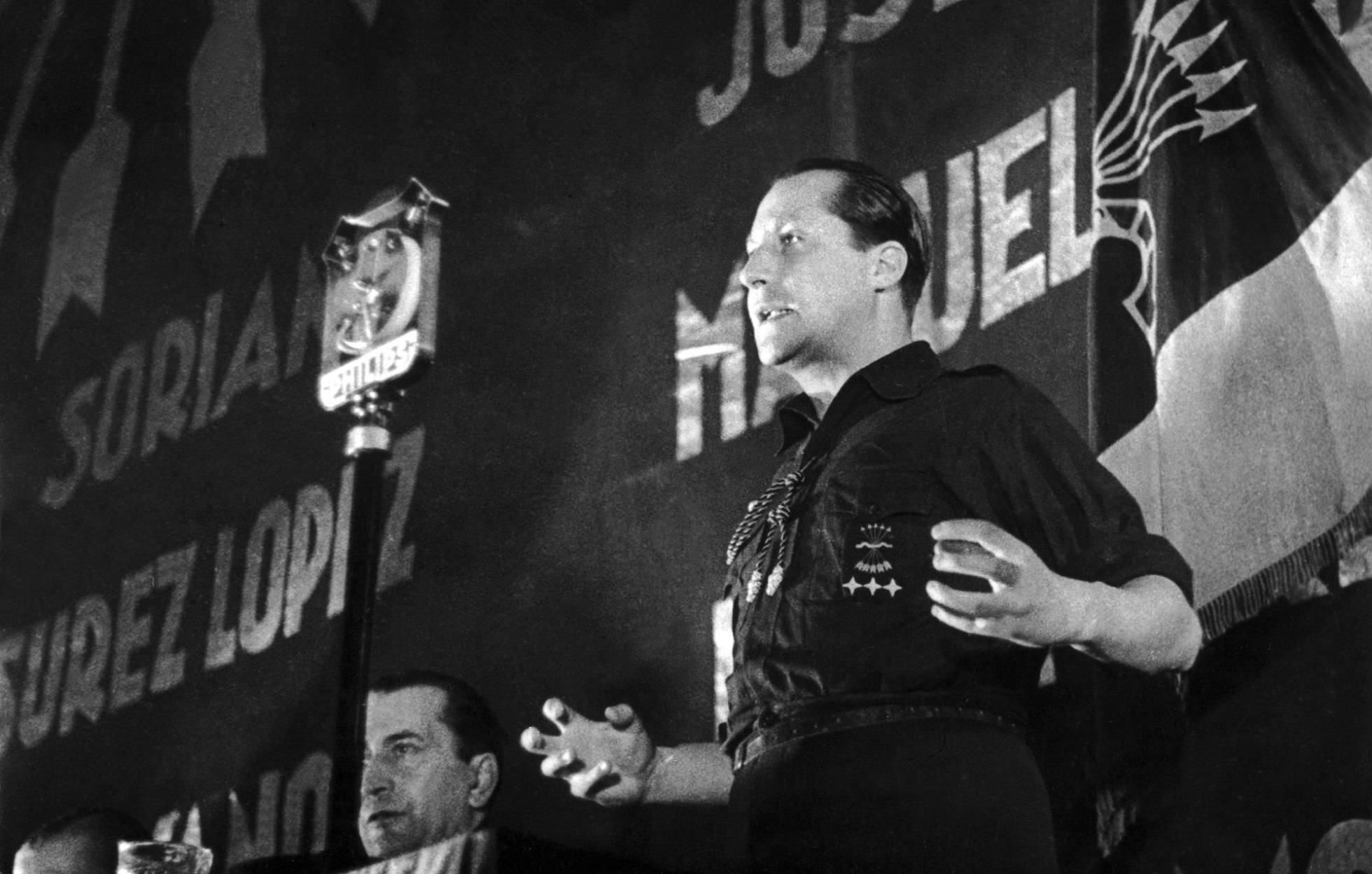
José Antonio Primo de Rivera durante un mitin de Falange (antes de 1936)

En España, la Falange liderada por José Antonio Primo de Rivera, propugnó un sistema que superara la división de izquierdas y derechas mediante una organización corporativa similar a la que había sido impuesta por el régimen fascista en Italia, a través de sindicatos y asociaciones profesionales que superaran el conflicto de clases y para generar una "colaboración" entre clases en la que el Estado actuaría como árbitro. Primo de Rivera entendía que el principal peligro al que se enfrentaba España era la revolución socialista y en sus escritos y en la acción violenta de la Falange, las izquierdas fueron los enemigos declarados. En cuanto a la derecha la consideraba «falta de fe y de empuje». A finales de 1935, ante la inminencia de unas elecciones en las que la izquierda ya mostraba posibilidades de ganarlas, acusó a la derecha de «dormirse en una indolencia mortal», incapaces de borrar la memoria del enemigo (Manuel Azaña) con una obra «honda y fuerte». A su juicio: «El derechismo, los partidos de derechas, quieren conservar la Patria, quieren conservar la autoridad; pero se desentienden de esta angustia del hombre, del individuo, del semejante que no tiene para comer».
El autor neofascista y neonazi Francis Parker Yockey, en su libro Imperium (1948), también había propuesto una alianza entre comunistas y fascistas llamada alianza rojo-marrón (el rojo es el color del comunismo y el marrón el color del nazismo).
Luego de la Segunda Guerra Mundial, en América del Sur, los gobiernos de Carlos Ibáñez del Campo en Chile y del peronismo en Argentina, propusieron un modelo socioeconómico al que llamaron explícitamente de "tercera posición", propuesto como una forma de evitar los extremos del capitalismo individualista y el comunismo colectivista, con un sentido antiimperialista, como una alternativa a la división bipolar del mundo establecida durante de Guerra Fría. Juan Domingo Perón explicitó esta postura en la IV Conferencia Cumbre de Países no Alineados realizada en septiembre de 1973, como una solución universal distinta del marxismo internacional dogmático y del demoliberalismo capitalista. El rechazo categórico a estas dos alternativas fue planteado sin ambages: "frente a nosotros se levantan triunfantes el demoliberalismo capitalista, puramente individualista, y el colectivismo del marxismo dogmático internacional, alargando la sombra de sus alas imperialistas, amenazando a los pueblos del mundo que, angustiados, sufren en el silencio de la impotencia la esclavitud económica de la presión imperialista o en su defecto, el avance ideológico reaccionario sostenido por la presión de la fuerza o de la violencia".
En la década de 1990 apareció en el Reino Unido una nueva propuesta de "tercera vía", formulada por los laboristas Anthony Giddens y Tony Blair, en el marco de la adecuación de las políticas económicas y sociales británicas a la lógica de la globalización abierta a partir del colapso de la Unión Soviética y el enfoque colectivista. La tercera vía británica no rechaza el capitalismo individualista ni las categorías de izquierda y derecha, sino que dentro de ese eje asume el centrismo o reformismo como ideología. Ignacio Ramonet, periodista francés crítico de la globalización, observó en ese momento que la tercera vía británica tenía parecidos con el fascismo de la década de 1930, presentado también como una tercera vía. En la práctica política, Tony Blair mantuvo el control de la política británica entre 1997 y 2007, acercando las posturas socialdemócratas del laborismo a las sostenidas por el socioliberalismo y el ordoliberalismo.
Eduardo Duhalde (en su campaña presidencial de 1998/99) y Antonio Cafiero han asimilado la "tercera posición" peronista con el "tercerismo" y la "tercera vía" utilizada por Tony Blair para guiar su gobierno en el Reino Unido Otros analistas del peronismo la consideran una postura político-filosófica basada en un ideal comunitario, alternativa tanto al individualismo capitalista, como al colectivismo estatista del comunismo. El filósofo José Pablo Feinmann ironizó sobre la pretensión de Duhalde diciendo: "Hoy, Duhalde nos dice que Perón inventó también a Tony Blair. Hoy, la Tercera Posición se lee como Tercera Vía. Y es el argumento más poderoso que Duhalde utilizará en su campaña. La Tercera Vía es el capitalismo humanizado que había propuesto el General. (Como vemos, la Tercera Posición siempre se acercó más al capitalismo que al comunismo, ya que Perón nunca propuso un comunismo humanizado). Hoy, Duhalde se piensa apoderar de los cuadros peronistas de la Alianza (esos que militan en el Frepaso y están, no sin motivos, al borde de un ataque de nervios ante la perspectiva de votar por De la Rúa) con el viejo cántico de la Tercera Posición, tan maleable, tan práctica, que ahora resulta que, lejos de ser el belicoso concepto de Tercer Mundo de los setenta, es la dulce y paliativa Tercera Vía de Tony Blair. Sólo resta una pregunta: al Tercer Milenio, ¿no lo habrá inventado también Perón? Pronto Duhalde dirá que sí, que al Tercer Milenio lo inventó Perón, que es una nueva forma de la Tercera Posición y que, por eso, será peronista. Es decir, suyo".
La alusión de Feinmann al "Tercer Mundo de los setenta", refiere a otro concepto de tercerismo diferente a los dos anteriores (Tercera Posición y Tercera Vía). Después de la Segunda Guerra Mundial, vinculado al proceso de descolonización, surgió la idea de Tercer Mundo y "tercermundismo" para definir un espacio geopolítico no alineado ni con el "primer mundo" capitalista liderado por Estados Unidos, ni con el "segundo mundo" comunista, liderado por la Unión Soviética. Desde finales del siglo XX el término es reivindicado por distintos movimientos que etiquetados como alternativos o nacional-revolucionarios que suelen utilizar como símbolos la cruz celta y el wolfsangel (en Italia).
En 1995, el profesor británico Roger Griffin publicó un influyente y polémico libro sobre el fascismo, en donde identifica una ideología que él denomina «nacional-bolchevismo», considerada como una ideología fascista de tercera posición, síntesis del strasserismo, kimilsungismo y ultranacionalismo con elementos idealistas y contrarias tanto al materialismo dialéctico como al histórico  desde una perspectiva supuestamente marxista.

## Tercerposicionismo después de la Segunda Guerra Mundial

### Alemania
El Querfront ("frente atravesado") fue un intento de coalición entre revolucionarios conservadores alemanes con la extrema izquierda durante la República de Weimar de la década de 1920. El término es también usado hoy día para el entrismo mutuo o cooperación entre grupos de izquierda y derecha. 
Ernst Niekisch y otros intentaron combinar fuerzas comunistas, nacionalistas y anticapitalistas para derrocar al orden existente de la República de Weimar. Llamó a esta alianza de "Nacionalbolchevismo". Niekisch soñó con una colaboración común de Alemania con la Italia Fascista y la Rusia Bolchevique (coincidencia entre otras que compartió con el fundador de las JONS Ramiro Ledesma). En su programa de abril de 1930 pedía "relaciones públicas o secretas con todos los pueblos que sufren como el pueblo alemán de la opresión por las potencias imperialistas occidentales" (7-1). Entre estos pueblos contaba a la URSS y a los pueblos coloniales de Asia y África.Tras el advenimiento del nazismo, la influencia del pensamiento de Niekisch fue notable, especialmente en los círculos de Gregor Strasser y las SA.
Durante sus primeros años en el Partido Nazi como SS-Gaufuhrer, el líder nazi Heinrich Himmler trabajó brevemente como adjunto de Gregor Strasser, entonces jefe del departamento de propaganda del partido. Fuertemente influenciado por las ideas de Strasser, Himmler atacó el capitalismo y vio al socialismo como "el sistema económico natural" durante la década de 1920. El canciller, el General Kurt von Schleicher, siguió una estrategia de separación de la izquierda del partido nazi como medio para conseguir el apoyo de Adolf Hitler para su gobierno. La idea de Schleicher era amenazar la unión entre los nazis izquierdistas y los sindicatos como forma de forzar a Hitler a apoyar su gobierno, pero su plan falló.

### Reino Unido
En la década de 1980, el Frente Nacional, un partido fascista británico que había experimentado el apogeo de su éxito en la década de 1970, fue tomado por una facción Strasserista que se refería a sí misma como Tercera Posición. David L. Baker también caracterizó al Frente Nacional liderado por el strasserismo como nacionalbolchevique en ideología. Como reflejo de la influencia de la Nouvelle Droite el partido promovió el apoyo a "un amplio frente de racistas de todos los colores" que buscaban el fin de la sociedad multirracial y del capitalismo, elogiando a los nacionalistas negros como Louis Farrakhan y Marcus Garvey que se oponían a la integración con los blancos. Su publicación, "Nationalism Today", presentó artículos positivos sobre los gobiernos de Libia e Irán, presentándolos como parte de una tercera fuerza mundial anticapitalista y antimarxista en la política internacional; sus miembros reconocieron abiertamente la influencia del líder libio Muammar Gaddafi y su Tercera Teoría Internacional. Detrás de estas afirmaciones, novedosas para el Frente Nacional, algunos autores sospecharon motivaciones más tácticas que ideológicas, con Libia e Irán vistos como posibles fuentes de financiación. Esta nueva retórica e ideología terminó con la escisión de gran parte de los miembros de base del partido. Experimentó problemas internos y, en 1989, varios de sus miembros principales (Nick Griffin, Derek Holland y Colin Todd) se separaron para establecer su propia fuerza política que tomó el nombre, justamente de International Third Position. Uno de sus líderes fue Roberto Fiore, exmiembro del movimiento de extrema derecha italiano Terza Posizione. 
En 2001, International Third Position cambió su nombre por el de England First, y desde entonces integra el Frente Nacional Europeo. Expresamente se declaran contra una presunta "globalización cultural, la inmigración masiva ilegal y los socios de Israel y Turquía en la Unión Europea" para ser capaz de garantizar "la protección de nuestra cultura, nuestras tradiciones y nuestras raíces cristianas". "Para la protección de la vida y la familia tradicional" ellos se declaran en contra del aborto, el matrimonio entre personas del mismo sexo (también llamado matrimonio igualitario desde la década del 2010 en algunos países hispanoparlantes) y contra las adopciones de niños por parejas homosexuales.

### Argentina

#### Justicialismo
Con el triunfo del peronismo en las elecciones de 1946, Argentina desarrolló una política internacional de no alineación con los Estados Unidos ni la Unión Soviética, que recibió el nombre de "tercera posición". La tercera posición fue enunciada originalmente por el ministro de Relaciones Internacionales Juan Atilio Bramuglia, un abogado sindical de origen socialista, que fue uno de los fundadores del peronismo, pero se trata de una idea que se venía gestando desde el período político inmediatamente anterior, con el gobierno militar surgido de la Revolución de 1943. De acuerdo con Loris Zanatta, "Tercera Posición fue el nombre –sin duda sugerente al alborear el mundo bipolar– con que el presidente Perón rebautizó una idea que ya había sido cara al coronel Perón, cuando todavía imperaba el régimen militar nacido de la revolución del 4 de junio de 1943. De hecho, era la proyección orgánica al escenario internacional de lo que constituía su mundo ideal, compartido con muchos de sus camaradas de armas y con muchos de sus compatriotas; un mundo ciertamente no inédito en el panorama de la época, pero al que él rebautizó con el pomposo nombre de justicialismo. Descarnadamente expuesto, el justicialismo era una suerte de tercera vía filosófica y política de clara matriz católica y antiliberal; un camino corporativo que se basaba en una concepción social organizacionista, tan alejada (y tan enemiga) de las democracias liberales como del comunismo soviético". En un discurso en la cena de camaradería de las Fuerzas Armadas, el 5 de julio de 1947, Perón volvió a exponer la Tercera Posición, manifestándoles a sus compañeros de armas, que su objetivo era que la Argentina encabezara "un nuevo Renacimiento de la cultura occidental, de la cultura humanística greco-latina que, bajo el signo de la Cruz y por obra y sangre de España floreció en tierra americana". Durante la primera etapa peronista (1946-1955), el régimen buscó tanto distanciarse del capitalismo de Washington D. C. como del marxismo-leninismo de Moscú. Posteriormente mantuvo buenas relaciones con el Movimiento de Países No Alineados, nacido en el año 1955. En su aspecto doctrinal, la tercera posición peronista fue definida por el propio fundador del movimiento como un rechazo tanto del individualismo capitalista, como del colectivismo soviético, con el fin de «liberarnos del capitalismo sin caer en las garras opresoras del colectivismo».
La tercera posición argentina fue llevada adelante por Bramuglia primero y los cancilleres posteriores, pero siempre con un sentido pragmático, que evitaba confrontar con Estados Unidos.
No obstante ello, el concepto era seguido con desconfianza en Washington. Un memorándum del Departamento de Estado de los Estados Unidos del 21 de marzo de 1950 dice:

...el presidente Perón nos ha asegurado que la "tercera posición" es una política de tiempos de paz y un "recurso político" que no tendrá efecto alguno si los Estados Unidos y la Unión Soviética entrasen en guerra, en cuyo caso la Argentina declararía la guerra inmediatamente del lado de los Estados Unidos. Cualesquiera sean las intenciones de Perón, los propagandistas argentinos de la "tercera posición" han dañado las relaciones norteamericano-argentinas y en medida menor han sido causa de embarazo para los Estados Unidos en sus relaciones con otras repúblicas americanas. En la Argentina y en el extranjero, han vilipendiado a Moscú y su influencia internacional, pero con igual y quizás mayor severidad han atacado al "imperialismo yanqui" y a "Wall Street" por diversas y supuestas actividades en el hemisferio occidental. Es nuestra política contrarrestar esta propaganda siempre que sea posible. A través de canales diplomáticos le señalamos a Perón y sus representantes que si el Gobierno argentino es sincero en su deseo profeso de colaborar con los Estados Unidos contra el comunismo, debe abstenerse de debilitar la causa de la democracia mediante ataques a los Estados Unidos.

Otro punto que causaba desconfianza en la potencias occidentales fue el ingreso a la Argentina y otros países sudamericanos, de numerosos nazis prófugos durante y después de la Segunda Guerra Mundial, entre ellos, Adolf Eichmann, Josef Mengele, Erich Priebke, Dinko Šakić, Josef Schwammberger, Gerhard Bohne, Walter Kutschmann, Ante Pavelić.
La idea central de la tercera posición del peronismo adquirió diferentes interpretaciones a lo largo de la historia. Incluso en vida de Perón se generaron dentro del mismo peronismo tendencias de derecha e izquierda, incluso extremas y violentas (como los Montoneros y la Alianza Anticomunista Argentina, respectivamente). Con posterioridad a la muerte de su fundador los diferentes gobiernos justicialistas han diferido considerablemente. El gobierno de Carlos Menem abrazó el liberalismo económico de derecha y el neoliberalismo, y se alineó incondicionalmente con Estados Unidos, pero simultáneamente fundó el Mercosur. Los gobiernos peronistas de Eduardo Duhalde, Néstor Kirchner, Cristina Fernández de Kirchner y Alberto Fernández, mantuvieron y profundizaron la tradicional política latinoamericanista fortaleciendo el Mercosur y creando la Unasur y la Celac.

#### Otras corrientes
En el año 2012 una escisión del Partido Justicialista liderada por Graciela Camaño, tomó el nombre de Partido Tercera Posición (P3P), con el fin de impulsar una "tercera vía". El Partido Justicialista se opuso al uso de esa denominación arguyendo que formaba parte de la ideología peronista. Luego de varios planteos y recursos, el 14 de septiembre de 2014 la Corte Suprema de Justicia rechazó la apelación del PJ, dejando firme la sentencia de Cámara que rechazó la impugnación. Desde 2023 el Partido Tercera Posición (P3P) integra la coalición Hacemos por Nuestro País que postuló la candidatura presidencial de Juan Schiaretti.
El partido Frente Patriota Federal, fundado y liderado por Alejandro Biondini es otra fuerza que, desde su fundación en 2017, ha negado pertenecer a alguno de los lados del espectro político sosteniendo en cambio que se encuentran en una cuarta posición. Biondini nunca dio mayores explicaciones -al menos públicamente- sobre el significado de esta "Cuarta Posición", pero aclaró que no se contradice, sino que por el contrario, está relacionada con la tercera posición que proclamaba Juan Domingo Perón. El partido fomenta la tolerancia cero a la delincuencia, el militarismo y la reinstauración del servicio militar obligatorio y mantiene una postura provida respecto al aborto. También tienen propuestas caracterizadas como de carácter populista como el aumento del gasto en el sector público y la nacionalización de las empresas de servicios públicos. En el plano internacional, se opone al Estado de Israel, al que tacha de ser un régimen colonialista, y reivindica al Estado de Palestina, por lo cual proponen la expulsión del embajador de Israel y la declaración del sionismo como una actividad antiargentina.  Además, se oponen a la ocupación británica de las Islas Malvinas, por lo cual proponen la expulsión del embajador británico y la ruptura de relaciones con el Reino Unido hasta que Argentina obtenga plena soberanía de las islas.

### Chile
En Chile, luego de la decadencia de los partidos de carácter fascista, como el Movimiento Nacional-Socialista de Chile o el Partido Nacional Fascista, la tercera posición se expresó por medio del Partido Agrario Laborista. De carácter nacionalista, populista, anticomunista, antiliberal y corporativista, el PAL propugnaba un carácter tercerista, tanto en el sentido partidista, alejado de las izquierdas y derechas tradicionales, así como en el sentido estratégico, exhibiendo un antiimperialismo contra las dos potencias hegemónicas del momento, Estados Unidos y la Unión Soviética. Carlos Ibáñez del Campo, reconocida figura política chilena, proclamó su candidatura presidencial en torno a este partido, obteniendo la victoria en 1952. 
Por otro lado, el Partido Demócrata Cristiano, también propugnó una política tercerista que, a diferencia de la postura agrariolaborista, era esgrimida desde el socialcristianismo y no desde el nacionalismo. Además, esta se caracterizó por una postura moderada, más cercana al centrismo. La candidatura presidencial de Eduardo Frei Montalva, postulando su revolución en libertad, logró imponerse como vencedora en 1964, donde, la derecha anticomunista y el centro político de la época se unieron para derrotar al socialista Salvador Allende.
Durante el siglo XX, el filósofo nazi Miguel Serrano Fernández adquirió notoriedad por su pensamiento esotérico, siendo difundido a nivel internacional. Serrano no era «nacionalista» en el sentido usado hasta entonces en la tradición chilena (Partido Nacionalista-MNS-MNCh-PAL-MRNS). Tampoco creía en la Raza chilena (1904) de la que habló Nicolás Palacios; en sus palabras, «[La] raza chilena no existe, no existirá nunca. Aquel especial espíritu y el aislamiento geográfico nos han dado la ilusión de una raza. Lo que aquí hubo es un ‹mestizaje parejo›. Pero un mestizaje jamás producirá una raza, por homogéneo que sea en algunos estratos de la población». 
Tomando como base las investigaciones de Jacques de Mahieu, Serrano creía que América había sido dominada por razas nórdicas, cuyo asentamiento habría existido varios siglos antes de la llegada de los españoles. Siendo una minoría dominante, su raza habría desaparecido, dejando en el continente sólo vestigios de una civilización «espiritualmente aria», pero incapaz de «resurgir» dada la falta del elemento racial-biológico europeo. Aun cuando Serrano intentó romantizar la figura del «indio araucano» en contraposición al resto de nativos americanos, para el escritor, los mejores años de Chile fueron su época colonial y posterior república conservadora, en que el elemento blanco dominó con un «gobierno impersonal, sobrio, honesto, de los hombres probos y pobres, que no llegan a enriquecerse con la política, empobreciéndose más aún». Para él, la república conservadora instaurada por Diego Portales fue exitosa en tanto fue dirigida por el «elemento gótico» de Chile. Posterior a la revolución liberal de 1891, Serrano acusa un pronunciado mestizaje y aumento de la natalidad mestiza, situación que sería el origen de los problemas de la nación, y que culmina —en su visión— con Salvador Allende, cuya elección presidencial implicaría que «son el indio-mongólico y el negro cubano, más el judío, los que se establecen en el poder. Así toda nuestra brevísima historia, de unos pocos siglos, pareciera ir llegando a su fin, con escasas e insignificantes realizaciones, como esa guerra del Pacífico, cuya victoria es anulada con otras entregas y un buen número de esperanzas frustradas, de grandes oportunidades perdidas». Por esa razón, era un firme defensor de la eugenesia, aun cuando sabía que la opinión mayoritaria de su época la rechazaba: 

(...) Aquí la Iglesia, los humanistas, los intelectuales, los «hombres de espíritu» y hasta los teósofos, citando las «leyes superiores del karma», pierden el control. Argumentarán que «los últimos descubrimientos científicos comprueban que el racismo es falso, un asunto de ignorantes, de criminales fascistas, que transformaban en jabón y en pantallas para lámparas la piel de los prisioneros judíos en los campos de concentración». Lo que no impide que sigan practicando la cría en sus hipódromos y entre sus animales domésticos. «Pero el hombre no es un animal», dirán. Se equivocan, la mayoría lo es y lo seguirá siendo por la eternidad, si no se les obliga a superar su parte animal, precisamente. «Hay que aprender a distinguir entre el derecho a la vida y el derecho a dar vida», dice Günther. «Y la renovación depende de que después de la época de la nivelación igualitaria encontremos, por un lado, el coraje para la decidida afirmación y realización de la idea de la desigualdad y que, por el otro, hallemos la humildad necesaria para el reconocimiento de un escalonamiento de valores de todo lo viviente, según leyes divinas.
Miguel Serrano, Adolf Hitler, El último Avatāra, p. 476-477.

En su libro Nacionalsocialismo: única solución para los Pueblos de América del Sur (1986), utilizó expresamente el concepto de «tercera posición» para definir al nacionalsocialismo, que según su opinión se relaciona con el socialismo: «El nacionalsocialismo es el verdadero ‹socialismo›, porque fue el único sistema en el mundo que abolió el interés del dinero y que se levanta contra la esclavitud del capital, contra la usura, respetada por capitalistas y marxistas. Es una tercera posición absolutamente revolucionaria y, además, un socialismo-nacional. Por ello, aquí se lo presenta como la única doctrina capaz de traer la justicia social y económica al llamado ‹Nuevo Mundo›».
En el mismo libro escribió que toda civilización en América fue producto del «hombre blanco», puesto que esta sería la única «raza auténtica». Para Serrano:

(...) no existe civilización que no haya sido producto del hombre blanco (...) es la raza autentica, la única; siendo los negros, amarillos y rojos, sólo un producto de la tierra, animales-hombres, esclavos-robots, fabricados en la Atlántida.
Miguel Serrano, Nacionalsocialismo, única solución para los países de América del Sur, 1986.

(...) estamos rodeados de peligros mortales. Al norte, la «axila» racial de Perú y Bolivia, donde se juntan los negros, con los chinos y mestizos de blancos; al oriente, cada vez más cercano por el comercio, el subcontinente afromulato del Brasil. Sólo con Argentina y Uruguay, quizás Paraguay, podríamos y deberíamos integrarnos siempre que en el Cono Sur se llegue a aplicar una política racista, eugenésica, aristogenésica, en beneficio del elemento blanco.
Miguel Serrano, Adolf Hitler, el último avatãra, 1984.

En 1999 Alexis López Tapia funda el movimiento Patria Nueva Sociedad, disuelto en 2010.
En la década de los 2010 surge Acción Identitaria, Fuerza Nacional-Identitaria, el Movimiento Social Patriota y el movimiento Chile Digno (fundado por Cristián Medina) de tercera posición. 

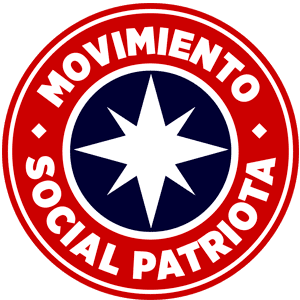
Logo del MSP.

El movimiento participó en la «Marcha por Jesús» de carácter provida convocada por la iglesia evangélica el 27 de octubre de 2018, sucediendo incidentes con detractores antifascistas de ésta.
En 2019 los movimientos de tercera posición fueron los principales organizadores de la «Marcha por Chile», una convocatoria contraria a la inmigración masiva y contra la nueva ley de inmigración del segundo gobierno de Sebastián Piñera. Fue descrita como "xenófoba" y "racista" por algunos medios de comunicación —lo cual fue desmentido más tarde en entrevistas dadas por los militantes— y que, en primera instancia, había sido prohibida por la Intendencia Metropolitana dirigida por Karla Rubilar debido al llamado a portar bastones retráctiles que realizaron otros movimientos y la denuncia de este hecho interpuesta por el diputado Alejandro Navarro junto con el Colegio de Abogados de Chile y el Instituto Nacional de Derechos Humanos denunciaran la situación y exigieran que la intendencia metropolitana denegara el permiso a la realización de la marcha. Días más tarde fue autorizada y, pese a que tuvo una convocatoria de poco más de 70 personas, generó algunos enfrentamientos con contramanifestantes. El llamado al porte de elementos de defensa a la marcha surgió ante las amenazas de ataque por grupos contrarios antifascistas, quienes se contramanifestaron el mismo día que se llevó a cabo la manifestación. Pedro Kunstmann informó que asistieron "500 chilenos".
Intentaron consolidarse como partido político a fines de 2019 y usaron por corto tiempo el nombre de Partido Social Patriota; sin embargo, la iniciativa fracasó debido a falta de firmas mínimas.
Gaspar Rivas, expresidente del MSP, alcanzó la vicepresidencia de la Cámara de Diputadas y Diputados en 2024, además ha repetido el lema de «ni izquierda ni derecha» a pesar de recibir críticas por parte del Partido de la Gente al apoyar a Karol Cariola en su ascensión a la presidencia de la Cámara, lo que terminaría en su expulsión del Partido.

### Ecuador
El partido conocido como Acción Revolucionaria Nacionalista Ecuatoriana (ARNE) se consideraba de tercera posición, puesto que este seguía firmemente los ideales falangistas y fascistas, a tal punto que llegó a considerarse "nacionalista, anticomunista y anticapitalista". Estaba afiliado al Servicio Exterior de Falange, siendo considerado una delegación ecuatoriana de la Falange España Tradicionalista y de las JONS, el partido único del régimen franquista.

### Francia
La ideología de tercera posición ganó apoyos en Francia cuando en 1985 Jean-Gilles Malliarakis formó un partido político Troisième Voie (TV) ("Tercera Vía", en castellano). Considerando a Estados Unidos, el comunismo y el sionismo como sus principales enemigos, el grupo abocó por formas radicales para conseguir la revolución nacional. 
Asociado por un tiempo con el Groupe union défense, Tercera Vía estuvo en malos términos con el Front national hasta 1991, cuando Malliarakis decidió acercarse a ellos. Como resultado, TV se desbandó y un grupo disidente radical dirigido por Christian Bouchet, Nouvelle Résistance, adoptó el bolchevismo nacional y luego visiones eurasianistas.
En 2001, en el libro Les nouveaux nationalistes, Bouchet plantea una genealogía que lo uniría con los sans-culottes de la Revolución Francesa, los ultramonarquistas de la Montaña Blanca, el bonapartismo rojo, el Cercle Proudhon de Georges Valois, y los inconformistas de la década de 1930. En ese texto también se lee: "Es bien evidente que yo estoy más cerca de un Carlos, al que se le clasifica en la extrema izquierda, que de un Romain Marie, siendo éste sin embargo de extrema derecha. Se me clasifica en la extrema derecha, yo no digo que soy de extrema derecha. Si tengo que definirme lo hago en referencia al nacionalismo revolucionario, a la corriente rojo-parda, al nacional-bolchevismo." Siete años después abjuraría de esa idea y también se uniría a la Agrupación Nacional (Rassemblement national), la nueva denominación del viejo Frente Nacional dirigido por Marine Le Pen. Esta agrupación ya no se define como de Tercera Posición, sino como de "derecha moderada".

### Italia
En Italia, la tercera posición fue desarrollada por Roberto Fiore cuando, junto con Gabriele Adinolfi y Peppe Dimitri, formó el movimiento político denominado, justamente, Terza Posizione.  Poco tiempo después este partido fue ilegalizado debido a acusaciones que lo mostraban como un grupo de inspiración neofascista, llegándoselo a acusar incluso de haber colaborado en el atentado terrorista a la estación de Bolonia, en el que murieron 85 personas y más de 200 resultaron heridas. Tras esta acusación, Fiore se exilió en el Reino Unido. Al volver a Italia, en 1998, fundó el partido Forza Nuova, también bajo el lineamiento de la Tercera Posición. Forza Nuova se integró a Alternativa Sociale, un frente con partidos de extrema derecha como el Fronte Sociale Nazionale, de Adriano Tilgher, y Azione Sociale, movimiento liderado por Alessandra Mussolini.
Para construir un trasfondo cultural para la ideología, Fiore se fijó en el ruralismo de Julius Evola y quiso combinarlo con el deseo de una revolución cultural-espiritual. Adoptó algunas posiciones de la extrema derecha contemporánea, en particular del etnopluralismo de Alain de Benoist y el estilo europeísta asociado con visiones tales como la campaña "Europa como nación" de Oswald Mosley (entre otros). Contrarios a la inmigración, también se caracterizan por su rechazo a la masonería, su antiamericanismo, euroescepticismo, anticapitalismo, centralismo y su apoyo a la familia tradicional y la Iglesia católica. El partido también propone prohibir el aborto y estimular el crecimiento de la población, por ser la falta de nacimientos el mayor problema de Italia, y respetar tanto el Tratado de Letrán, firmado en 1929 por Mussolini como el nuevo concordato de 1984 entre Italia y la Santa Sede por el gobierno de Craxi. 
Desde 2004 hasta 2009, Fiore fue secretario general del Frente Nacional Europeo, en el que se unieron partidos de extrema derecha y de Tercera Posición como la Falange Española, la italiana Forza Nuova, la Noua Dreaptă rumana, Restauración Nacional Polaca, el Amanecer Dorado de Grecia y otros. Desde 2015 es presidente del partido político europeo Alianza por la Paz y la Libertad que también integra a partidos de extrema derecha y de Tercera Posición. 

### Uruguay
Con la elección de Gabriel Terra en las elecciones de 1930, Uruguay desarrolló una política de alineación con las expresiones de "tercera posición". En sus relaciones exteriores buscó tanto distanciarse del capitalismo liberal como del socialismo marxista.
La política social interior aplicada por el terrismo significó muchas conquistas obreras, pero sin integrar a su ideología de base el concepto de lucha de clases. Instauró un gobierno de carácter conservador popular, y antiliberal al que se opusieron el Batllismo (socialdemócratas), los Blancos Independientes (liberales), y los socialistas y comunistas. Rompió relaciones diplomáticas con la URSS en 1935 y reconoció al gobierno de Francisco Franco en 1936.
Terra llevó a cabo una socialización económica y una industrialización nacional; creando, por ejemplo, la represa de Rincón del Bonete, ANCAP, y CONAPROLE. Para los terristas esa época calificaría como revolucionaria.

## Crítica

### Desde laDoctrina social de la Iglesia
Autores del Catolicismo político como Julio Meinvielle y Claudio Mayeregger han hecho críticas a la tercera posición por no ser un cuerpo concreto de ideas y prácticas políticas, si no más bien, un conjunto de sofismas y estrategias, sin un cuerpo uniforme de principios, que varían dependiendo de las circunstancias en el que se enfrentan dos polos opuestos de poder ideológico, sin realmente proponer lograr el bien común, solo salvaguardar una independencia nacional, sin un fin realista. De este modo, al intentar reconciliar esas estrategias con la Doctrina Social de la Iglesia se cae en el error de creer que la Iglesia, necesariamente, debe acompañar las políticas que sacuden estructuras políticas, económicas y sociales, aun cuando ello lleve implícito resignificaciones constantes de la fe para adaptarse a las circunstancias propias de cada época.
Pensadores como Julio Meinvielle, por ejemplo, declararon de que, al optar un gobierno (como su natal Argentina) por una tercera posición, aquello no sería algo coherente en momentos donde es más urgente una actitud pragmática, porque en última instancia, se podría beneficiar a posturas anticristianas (como en su momento, durante la Guerra Fría, se daba con el socialismo y el Bloque soviético) a través de un intento de evasión ante el enfrentamiento político de las ideologías hegemónicas de la modernidad [Derecha política e Izquierda política], donde es deber del cristiano reaccionar y trascender del espectro político (con ello, considerándose pactar con males menores, como el Bloque occidental, sin por ello ser parte de un mismo conjunto político, en tanto que el Liberalismo está condenado por la doctrina católica, siendo imposible y castigado el hacer sincretismo entre ambas doctrinas), no mantenerse neutral, sobre todo ante situaciones de emergencia no solo nacional, sino global, de la Crisis modernista. Así, era inmoral, desde la ética católica y su concepción política, la tercera posición, puesto que, en el orden internacional, se estaba permitiendo que se beneficiaran ideologías anticristianas, pues al tener estás ideologías un carácter universalista, es inevitable asumir un bando, por lo que, la neutralidad favorece a alguno de ellos y aquello sería un "egoísmo nacional", en línea con las condenas de la iglesia.

cuando están en juego los restos de civilización en el mundo, no puede permanecer neutral una nación que tiene ligada su existencia y su grandeza a esta civilización
Julio Meinvielle (Santos Martínez, Pedro: La Nueva Argentina 1976-1955, Buenos Aires, 1977, Ed. La Bastilla: pp. 259-260)

También, Claudio Mayeregger, siguiendo a Meinvielle, enseña que la felicidad plena, en el orden político, solo se pueden alcanzar si el hombre respeta las prescripciones ordenadoras de la Ley eterna en el Orden natural del universo, cuyo fundamento trasciende de lo mundano. Si bien la tercera posición, de manera coloquial y vulgar, se puede entender en un buen sentido de evitar caer en falsas dicotomías del capitalismo y el comunismo junto a sus bloques geopolíticos, cuando se lo analiza a profundidad y sin Superficialidad, tendería a entenderse en mal sentido, en tanto que llega afirmar principios relativos que dependen de la Particularidad de las situaciones nacionales, en vez de provenir de lo Universal que se capta a través de las esencias trascendentes de la realidad (que, como Universales, dan principio y causa a los entes en la Metafísica aristotélico-tomista de la escolástica católica). Ante ello, los tercerposicionistas tendrían una mentalidad más cercana a lo Inmanentista, contrario a la doctrina católica y su búsqueda de Trascendencia; esto se ejemplificaría de mayor modo cuando la proclamación de ser una "tercera posición" implica reconocer la legitimidad de las Derechas e Izquierdas, siendo parte del mismo "plano" de ideologías modernas, o un intento de salir del espectro moderno y superarlo, pero reconociéndole alguna legitimidad histórica a las (consideradas anticristianas) Revoluciones Liberales y Revoluciones socialistas, como si estas hubieran sido procesos históricos naturales para la conformación del Estado nación (considerado artificial por la iglesia), siendo que considerarlo natural dichos procesos históricos, al desarrollo social de la humanidad, sería parte de la Herejía modernista. Mientras que, es imposible presentar la doctrina social de la Iglesia católica en el mismo "plano" mundano del liberalismo y el socialismo, en tanto que está [la doctrina social católica] no tiene necesidad de superarlos, porque ya los trasciende (tanto por la explicación natural de ser premoderno y ajeno, como la sobrenatural de representar al Logos), mientras que un mal no se puede superar y nada bueno puede salir de un error; por lo que la doctrina social de la iglesia trasciende el espectro ideológico moderno en la búsqueda realista del bien común, anhelando la restauración y renovación del Viejo Orden, donde se respetaba en los principios (tradición) el Reinado social de Jesucristo, no estancándose en fórmulas ideológicas secularistas que hacen continuidad con los modos de la Filosofía moderna y caen en el problema del sesgo de la Ideología, enajenándose en teorías artificiales antes que aprehender de la realidad. El mayor error de la Tercera Posición sería entonces la noción de pretender desarrollar una posición intermedia en el mismo "plano" del error, o buscar desarrollar un nuevo "plano", pretendiendo superar el anterior a través de una misma dialéctica histórica común, y con el mismo error modernista.

La Iglesia no prometió nunca, si no una felicidad muy relativa en la vida presente, porque la tierra es un vaso de lágrimas para los ricos y para los pobres, para los sabios y para los ignorantes. No tenemos aquí ciudad permanente y corremos detrás de la felicidad absoluta, que solo se nos da en la posesión deficiente de la divina visión. Por otra parte, tanto la felicidad absoluta de la vida futura, como la [felicidad] relativa de la [vida] presente. Solo puede ser alcanzada si el hombre, respetando la relaciones esenciales del universo, se coloca en dependencia de las prescripciones ordenadoras de la ley natural y divina.
Pero desde hace mas de 2 siglos, el hombre se ha ilusionado con otra fantasía. Porque, como dice Pio XII en el Gran Retorno: "A su real fisonomía de criatura, que tiene origen y destino en Dios, se ha sustituido con el falso retrato de un hombre autónomo en la conciencia, legislador incontrolable en sí mismo, irresponsable hacia sus semejantes y hacia el complejo social, sin otro destino fuera de la tierra, sin otro fin que el goce de los bienes finitos, sin otra norma que la del hecho consumado y de la satisfacción indisciplinada de sus concupiscencias." El iluminismo debía devolver al hombre la luz y la felicidad que le había despojado las tinieblas medievales. Este ideal, esbozado por los filósofos ingleses Hume, Hobbes y Locke, y difundido por los sofistas franceses como Montesquieu, Voltaire y Rousseau, que podían sintetizarse en el compendio de principios del iluminado Weishaupt, que trae el abate Barruel en sus Mémoires pour servir à l'histoire du jacobinisme. La igualdad y la libertad [Según Weishaupt], dice así [el padre Barruel], "son los derechos esenciales que el hombre recibió de la naturaleza. El primer ataque a esta igualdad fue perpetuado por la propiedad, el primer ataque a la libertad fue perpetuada por las sociedades y los gobiernos. Los únicos apozos de la propiedad y de los gobiernos son las leyes civiles y religiosas, por tanto, para restablecer al hombre en estos derechos primitivos de igualdad y de libertad, hay que empezar por destruir toda religión, toda sociedad civil, y acabar con la abolición de la propiedad." En este enunciado está contenido, no solo el liberalismo, sino también el socialismo, en realidad, la secta de lo iluminados de Weishaupt no hacia sino que renovar el programa de iluministas de albigenses, cátaros, catarinos, bulgáros y begardos; y aún de las antiguas sectas de maniqueos y gnósticos. Este programa, que constituye el fondo mas profundo de las herejías, no logro categoría de reconocimiento en las sociedades cristianas, si no con el advenimiento del liberalismo y el socialismo, que fue proclamado en la Revolución Francesa, por que si bien en está se afirmo expresamente el liberalismo del hombre burgués, también se cultivaron los gérmenes del socialismo. Es muy significativa la influencia de Bernard y de Babeuf en la revolución (...). El mismo liberalismo, como lo ha predicado Voltaire y Russeau, contenía el socialismo. Y el socialismo de Marx y de Lenin por su parte contenía el liberalismo. Porque, en sustancia, una misma cosa enseñan los heresiarcas de la libertad y los de la sociedad, aunque proponen métodos diversos. Los unos quieren llegar al mas perfecta y armónico orden social a través de la mal ilimitada libertad, los otros pregonan que el hombre debe llegar a la mas ilimitada libertad a través de la provisional dictadura del proletariado.
La doctrina católica sobre el hombre y la sociedad no puede concebirse como una tercera posición, que disputaría en el mismo plano [ideológico] a liberales y socialistas, ella se opone de manera radical y profunda a aquel principio madre de donde arrancan el socialismo y el liberalismo. No hay dificultad en llamar como tercera posición con tal que se la caracterice con los mismos atributos que le corresponden como una posición ubicada por encima de uno y otro error, aunque conjugando lo que de verdadera y divino que uno y otro pudieran contener, a la manera que a la cima de un monte, superando todos los puntos que se encuentran en el llano, que en cierto modo los contiene y conjuga a todos.
Julio Meinveille, en el año de gracia de 1956

Ante ello, se critica a los tercerposicionistas, que pretenden ser Nacionalistas "católicos", debido a que sus concepciones de la política entrarían en la Heterodoxia, y serían capaces de reducir a la doctrina social de la iglesia a una mera ideología más dentro de la dialéctica de la modernidad (o post-moderna), donde se puede hacer sincretismo, consciente o inconscientemente, con un poco de socialismo moderado (sobre todo los no-marxistas o antimaterialistas) y un poco de liberalismo de tercer grado (los menos anticlericales o progresistas) a través de algunas coincidencias accidentales de objetivos (pero por razones y principios diferentes), lo que terminaría generando problemas conceptuales en la teoría, junto una tendencia al error proto-relativista del Nominalismo y su negación de los Universales, en tanto que se enfoca mucho en los bienes temporales (los ideales humanos o las circunstancias materiales, en un contexto muy particular de una nación del mundo terrenal, también espacio-temporal) y se olvida de los bienes eternos de la Metafísica, los que determinan el actuar político en el mundo (como la Moral o los Principios lógicos, que son universales a los entes del mundo) y deben inspirar al intelecto humano bien ordenado, porque si no, terminaría por provocar una mala praxis, no solo del católico, si no en general del ser humano en materia política, al pretender alejarse [la tercera posición] del realismo e intentar ser un imposible punto medio entre lo inmanente y lo trascendente, donde solo puede existir una visión perenne y cristiana de la sociedad o una visión inmanentista y filo-moderna de la sociedad; donde las otras formas de ver la sociedad son variantes de lo mismo (lo inmanente), y por las cuales, la doctrina social de la iglesia está por encima de estas (trascendiendo, no coincidiendo o siendo neutral). En el tercerposicionismo, según esta opinión, se reduciría la actitud católica en política a simplemente tomar un poquito de una u otra teoría humana (no necesariamente originada en el Magisterio de la Iglesia), y  sería como un coctél de ideas y praxis políticas, que sólo se basan en consideraciones relativas a circunstancias de la geopolíticas o de su soberanía nacional, antes que basarse según lo moral y verdadero absoluta y universalmente: "Por encima, en consecuencia, de la lucha más o menos pareja que enfrenta hoy al liberalismo y capitalismo con el socialismo, existe una lucha más radical y profunda entre esos sistemas que hacen del hombre un "dios" y la doctrina católica que reduce a aquél a su condición de criatura. La doctrina católica sobre el hombre y la sociedad no puede concebirse a la manera de una "tercera posición" que disputaría en el mismo plano con liberales y socialistas. Ella se opone de manera radical y profunda a aquel principio-madre de donde arrancan el liberalismo y el socialismo".
Además que, desde un marco teológico, la doctrina social católica no sería meramente un pensamiento humano (como si serían las fórmulas teóricas de la tercera posición), por lo que también estaría encima de la sana y recta filosofía política y moral, en tanto que todas estas teleológicamente se realizan en la verdad que emana del Logos, puesto que todos los sabios del mundo buscan, sin ser conscientes de ello, a Dios, quien es la Verdad de la realidad, a través de su Verbo Divino; entonces, los tercerposicionistas estarían mundanizando la doctrina social católica (y en general, la misma fe católica) a través de sus fórmulas teóricas que intentan adecuar la cristiandad hacia este orden tercero, dando la apariencia de que los principios cristianos no tienen porque guiar a los principios originados en la filosofía terrenal, bajo la noción de que la tercera posición, por desafiar a dicotomías hegemónicas de las derechas liberales e izquierdas socialistas (condenadas ambas por la Iglesia católica), ya se ha vuelto compatible (apelándose a doctrinas de tercera posición que aceptaron aportes de la DSI, como el Justicialismo), lo que sería una actitud anticristiana en su raíz, por no intentar adecuarse la tercera posición al objeto de la cristiandad, sino que más bien, intenta adecuar a la cristiandad al objeto de la tercera posición; como si fuera la doctrina católica otra ideología humana más del mundo, sin origen divino que le otorgue inefabilidad y universalidad, como una simple postura más dentro del progreso de la inteligencia humana en un contexto histórico-geográfico, antes que una Filosofía perenne a todos los tiempos y pueblos. El error, según Mayeregger, consiste en tomar elementos de la Doctrina Social de la Iglesia, pero desconociendo la Doctrina Política de la Iglesia. De este modo, "la DSI va quedando inmanentizada, es leída en clave naturalista y economicista, y termina reducida a una tercera vía tomando cosas de acá y allá, para finalmente conformarse exigiendo solidaridad o mera distribución de riqueza material. Claro, esta interpretación hace que la puedan asumir todos los partidos políticos del régimen, pero eso no es DSI. Si es de la Iglesia, es porque su eje está en Cristo y la fe. La DSI sólo puede sostenerse adhiriendo a premisas de la DPI y Mayeregger nos menciona algunos pilares que la sostienen: a) Gobierno divino del mundo; b) Origen divino de la autoridad; c) Orden de bienes; d) Superioridad del régimen político católico; e) Conciencia de la imperfección de todo gobierno temporal".